# Phaenomenella cirsiumoides
Phaenomenella cirsiumoides is een slakkensoort uit de familie van de Buccinidae. De wetenschappelijke naam van de soort is voor het eerst geldig gepubliceerd in 2004 door Fraussen.